# سیارک ۲۴۶۰۱
سیارک ۲۴۶۰۱ (به انگلیسی: 24601 Valjean، نامگذاری:1971UW) بیست و چهار هزار و ششصد و یکمین سیارک کشف شده‌است که در ۲۶ اکتبر ۱۹۷۱ کشف شد.